# Капече, Карло Сиджизмондо
Ка́рло Сиджи́змондо Капе́че (итал. Carlo Sigismondo Capece; 21 июня 1652, Рим — 12 марта 1719, Полистена) — итальянский драматург и либреттист.

## Биография
Учился в Испании. Состоял на службе у Папы Римского, позже у жившей в Риме королевы польской Марии Собеской, некоторое время находился с дипломатической миссией при французском королевском дворе. 
Автор 18 комедий по мотивам традиционной итальянской комедии дель арте и целого ряда оперных либретто, прежде всего для Доменико Скарлатти: «Птолемей и Александр» (итал. Tolomeo ed Alessandro; 1711), «Орландо» (также 1711; впоследствии это либретто было использовано Георгом Фридрихом Генделем), «Ифигения в Авлиде» и «Ифигения в Тавриде» (обе 1713), «Любовь к отражению» (итал. Amor d’un Ombra; 1714) и др. На либретто Капече написаны также «Милосердие Августа» (итал. La Clemenza di Augusto; 1697) Джованни Бонончини и «Тит и Береника» (итал. Tito e Berenice; 1714) Антонио Кальдара.